# Pont-Évêque
Pont-Évêque – miejscowość i gmina we Francji, w regionie Owernia-Rodan-Alpy, w departamencie Isère.
Według danych na rok 1990 gminę zamieszkiwało 5385 osób, a gęstość zaludnienia wynosiła 615 osób/km². Te liczby nie zmieniły się w znaczący sposób do roku 2020.